# Fragments d'une Palestine perdue
Fragments d'une Palestine perdue è un film documentario del 2010 diretto da Norma Marcos.

## Trama
Per visitare la madre malata che vive in Palestina, Norma Marcos, nonostante il doppio passaporto palestinese e francese, deve affrontare infinite burocrazie prima di ottenere il visto dalle autorità israeliane. Quando ottiene il permesso, decide di realizzare un diario filmato per mostrare all'amico Stefan come persone normali cercano di vivere vite normali oltre l'occupazione.
La regista, conversando con amici, familiari, sconosciuti, descrive l'accerchiamento di un popolo e frammenti di una Palestina che esiste e resiste al di là delle cronache di violenza e guerra.